# Neuried (Alling)
Neuried, früher Ziegelstadel, ist ein Ortsteil der Gemeinde Alling im oberbayerischen Landkreis Fürstenfeldbruck.

## Geographie
Der Weiler liegt circa vier Kilometer westlich von Alling auf der Gemarkung Holzhausen und war Teil der am 1. Mai 1978 eingegliederten Gemeinde Holzhausen.